# Góra Dantyszka
Der Góra Dantyszka (deutsch: Winterberg) ist eine 98 Meter hohe Erhebung in Danzig in Polen. Er hat zwei Gipfel und liegt im Lasy Oliwskie (Olivaer Wald) auf dem Gebiet des Stadtbezirks Oliwa (Oliva) am Rande des Landschaftsparks Trójmiejski Park Krajobrazowy der Dreistadt. In der Nähe liegen die Berge Głowica (Dreiherrenspitze, 122 m) und Wiecha (Neue Aussicht, später Wächterberg, 112 m). Die Erhebungen sind Teil des Baltischen Landrückens, einer Endmoränenlandschaft.
An seinen östlichen Ausläufern befinden sich die Herrenhäuser des „zweiten“ und „dritten“ Patrizierguts (poln.: Dwór II und Dwór III). Auf dem Berg befindet sich eine Aussichtsplattform des dritten Hofs aus dem Ende des 18. Jahrhunderts, die früher ein Aussichtspunkt mit Blick auf die Danziger Bucht war. Der dritte Hof war seit 1784 im Besitz des Kaufmanns Heinrich Floris Schopenhauer (1747–1805), des Vaters des Philosophen Arthur Schopenhauer (1788–1860). Als Danzig 1793 durch die Zweite Polnische Teilung zu Preußen kam, gaben die Schopenhauer ihre Danziger Besitzungen auf und zogen in die Freie Hansestadt Hamburg um.
Seinen deutschen Namen erhielt der Berg nach dem Danziger Ehrenbürger Leopold von Winter, der von 1863 bis 1890 Oberbürgermeister der Stadt war. 1949 erhielt der Berg seinen heutigen Namen nach Johannes Dantiscus (Danziger, poln. Jan Dantyszek). Dieser  wurde 1530 Bischof des Bistums Kulm und 1538 Fürstbischof des Ermlands (bis 1548).
In einigen polnischen Publikationen ist der Góra Dantyszka mit dem Namen Zimnica (poln. für Winterberg) und mit fehlerhafter Ortslage eingetragen.

## Siehe auch

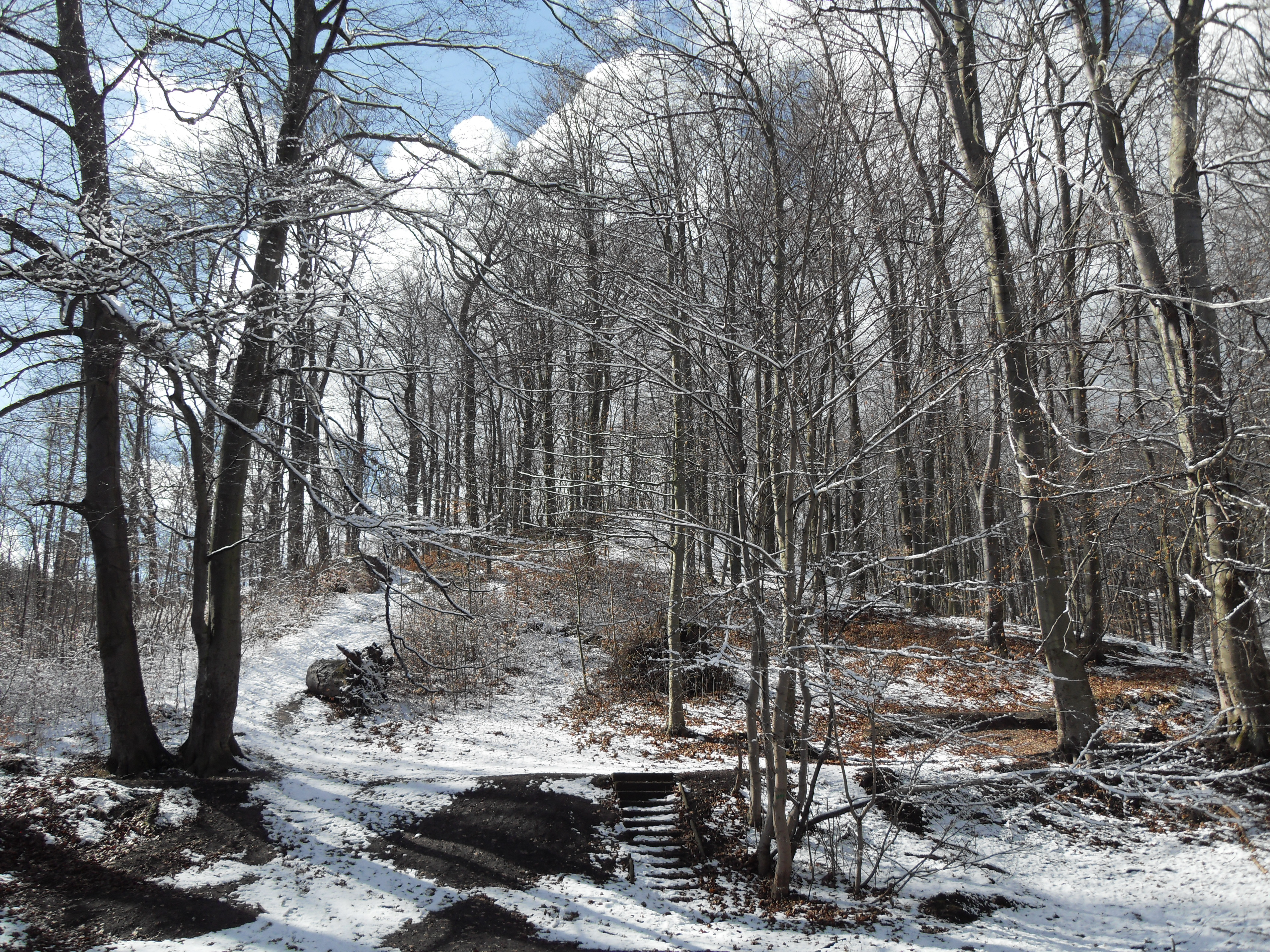
Góra Dantyszka im Winter
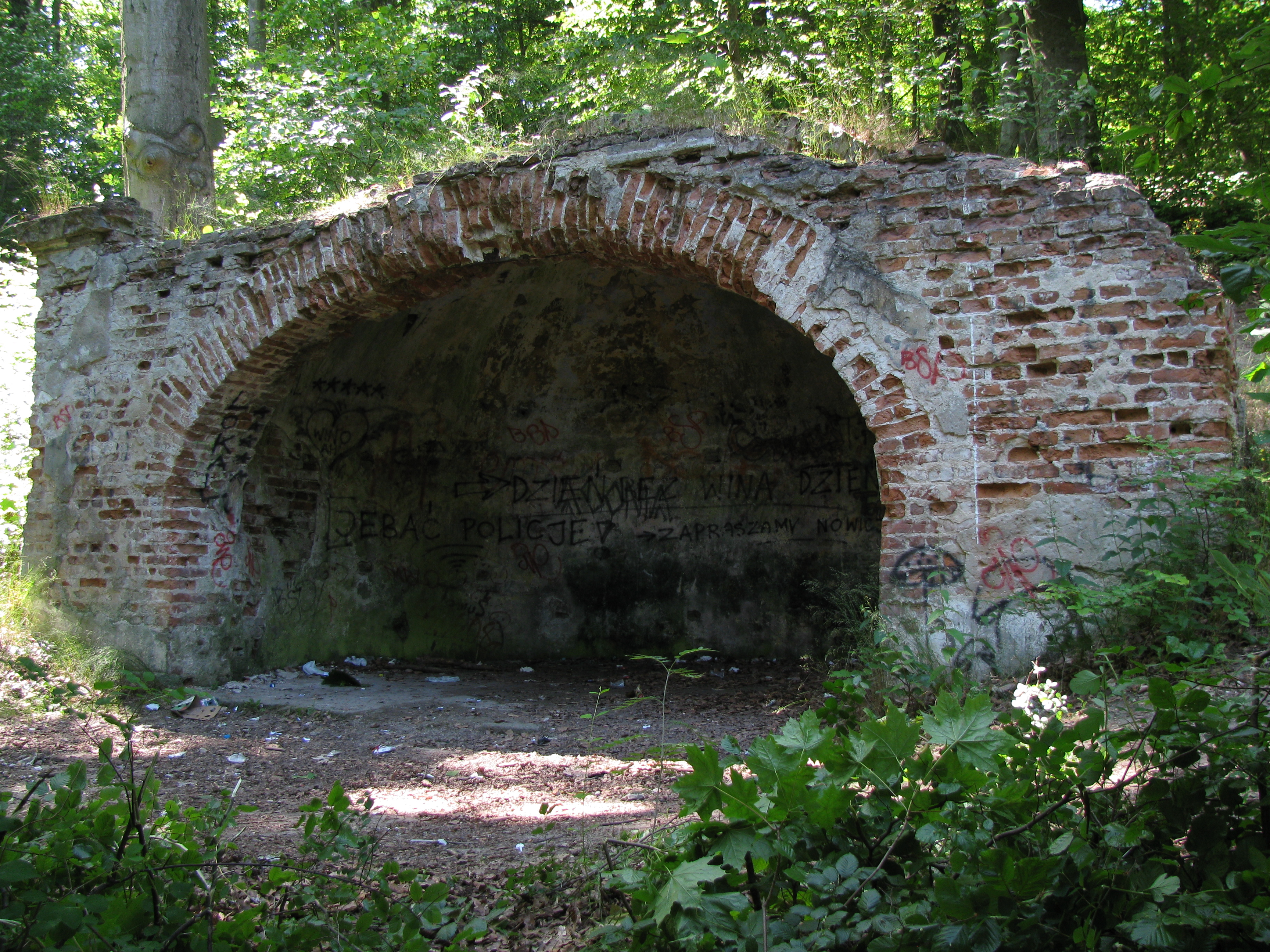
Die Aussichtsplattform der Schopenhauers
„Dritter Hof“